# Лесков, Вадим Тихонович
Вади́м Ти́хонович Леско́в (3 сентября 1936, Шелопугино, Читинская область — 4 февраля 2019) — советский хозяйственный и государственный деятель, председатель Читинского горисполкома (1985—1990).

## Биография
Родился 3 сентября 1935 года в селе Шелопугино. Окончил Читинский лесотехнический техникум (1961) и Иркутский институт народного хозяйства (1972).
С 1953 по 1984 год работал на Читинском машиностроительном заводе: ученик слесаря, слесарь, помощник мастера, мастер, начальник цеха, главный экономист, с 1978 года директор.
С 1984 году под его руководством впервые в СССР начато производство морских холодильных машин МХМВ-250, которые были установлены на атомной подлодке «Акула» для поддержания константной температуры.
В 1984—1985 годы секретарь Читинского горкома КПСС.
С 1985 по 1990 год председатель Читинского горисполкома.
В 1990—1992 годы управляющий делами Читинской облисполкома.
В 1992—1999 годах управляющий делами администрации Читинской области.

## Награды
Награждён орденами Трудового Красного Знамени (1984), «Знак Почёта» (1966), медалями.